# Синдром деперсоналізації — дереалізації
Синдро́м деперсоналіза́ції-дереаліза́ції (МКХ-10) або ро́злад деперсоналіза́ції/дереаліза́ції (DSM-5), раніше називався деперсоналізаці́йний ро́злад (DSM-IV-TR) — один із клінічних варіантів дисоціативних розладів згідно із зазначеними класифікаціями. Людина іноді або постійно відчуває, що «бачить себе збоку», «не може керувати своїм тілом або його частинами», «втрачає чіткість сприйняття довкілля» і т. д. Є думка, що «це постійні або рекурентні (рецидивні) відчуття деперсоналізації та/або дереалізації, соматопсихічної дисоціації та/або психічної анестезії».
Слід враховувати, що такі стани проявляються під час наркотичного, алкогольного отруєння, а також можуть виникнути через сильний стрес, зумовлений зовнішніми факторами.
Описаний стан об'єднує два схожі явища спільного походження, які складно відділяти одне від одного, вони часто спостерігаються водночас за:
- синдрому дереалізації, коли людина сприймає навколишній світ нечітко та відсторонено,
- синдрому деперсоналізації, коли людина частково або повністю перестає відчувати себе (знижується тактильна чутливість і в цілому людина сприймає своє тіло як чуже)

## Симптоми
- можуть відбуватися явища психічного автоматизму (почуття відчуженості, неприродності, «підробленості» власних рухів, вчинків і мислення);
- відчуття, що людина не живе своїм життям, а ніби спостерігає за ним збоку (аж до описів «живу як в акваріумі або під скляним ковпаком, як за брудним склом, життя проходить повз мене, я його не відчуваю»);
- відчуття у хворого власної зміненості, «інакшості», відмінності від себе колишнього, справжнього;
- відчуття неналежності самому собі, нездатності керувати своїм тілом, своїм життям, своїми почуттями та емоціями; відчуття, що хворий живе як у тумані або уві сні, або як ніби навколо нього знімається кіно або розгортається якась казка чи театральна вистава й він бере участь у цьому ніби збоку;
- відчуття зміненості, «інакшості», незвичайності, відстороненості, нереальності навколишнього світу (часто при цьому сприйняття світу забарвлене в депресивні тони, світ може здаватися хворому похмурим, сірим, безрадісним, нудним або ворожим, ніби все втратило яскраві фарби, кольори, запахи);
- відчуття себе окремо від свого тіла, поза тілом, або нездатність керування окремими частинами тіла (рук, ніг, голови);
- важкість сприйняття навколишньої реальності. Іноді хворий може відчувати, ніби він бачить себе з боку або ніби він мертвий[1]. Також наявна втрата емоцій[1].

Непостійні відчуття легкої деперсоналізації та/або дереалізації, що не заважають або частково перешкоджають людині нормально жити, працювати або вчитися та перебувати в суспільстві, і на які сама людина зазвичай не скаржиться, а іноді навіть і не усвідомлює, що такий стан є, вважається частково нормою та не є підставою для встановлення діагнозу синдрому деперсоналізації — дереалізації.
Водночас сильні, болісні, безупинні або часто повторювані відчуття деперсоналізації та/або дереалізації, безумовно, є патологічними й вимагають з'ясування всіх обставин, оцінки загального стану здоров'я людини, аналізів на наркотичні речовини тощо.
Коли дисоціативні відчуття є постійними або часто повторюваними, важкими й болісними для людини та дуже заважають їй виконувати професійні обов'язки або перебувати в суспільстві, слід звернутися за допомогою до близьких людей, яким можна довіряти.

## Діагностичні критерії

### МКХ-10
Для встановлення діагнозу синдрому деперсоналізації — дереалізації (F48.1) потрібні такі ознаки:
|                                                              | - А. Будь-яке з наступних двох: - Деперсоналізація. Пацієнт скаржиться, що віддалився або знаходиться «насправді не тут». Наприклад, хворі можуть скаржитися, що їхні почуття або відчуття внутрішнього життя відокремлені, чужі їм, не їхні власні або втрачені, або відчуття, що їхні емоції або рухи належать комусь ще, або вони відчувають себе не у своєму тілі. - Дереалізація. Хворий скаржиться на відчуття нереальності. Наприклад, можуть бути скарги, що оточення або певні об'єкти виглядають незнайомими, зміненими, плоскими, безбарвними, млявими, нецікавими або схожі на сцену, де кожен грає. - Збереження розуміння пацієнтом того, що ці зміни всередині нього самого, а не нав'язані ззовні іншими людьми або силами. Оригінальний текст (англ.) - A. Either (1) or (2): - (1) Depersonalization. The patient complains of a feeling of being distant, “not really here” (for example he may complain that his emotions, or feelings, or experience of his inner self are detached, strange, not his own, or unpleasantly lost, or that his emotions or movements feel as if they belong to someone else, or that he feels as if acting in a play). - (2) Derealization. The patient complains of a feeling of unreality (for example he may complain that the surroundings or specific objects look strange, distorted, flat, colourless, lifeless, dreary, uninteresting, or like a stage upon which everyone is acting). - B. Retention of insight, in that the patient realizes that the change is within himself, and is not imposed from outside by other persons or forces. |
| — Міжнародна класифікація хвороб Десятого перегляду (МКХ-10) | |

#### Диференціальний діагноз
Потрібно відрізняти від розладів, за яких відчувається «зміна особистості», наприклад, від шизофренії з відчуттям впливів і маренням метаморфози, а також від ранньої деменції та дисоціативних розладів. Синдром може бути присутнім при скроневій епілепсії в деяких постиктальних станах або передтиктальній аурі.
Під час спостереження синдрому деперсоналізації — дереалізації за шизофренії, обсесивно-компульсивного розладу, фобічних або депресивних розладів, основними слід вважати останні.

### DSM-5
Для встановлення діагнозу «розлад деперсоналізації/дереалізації» (англ. depersonalization/derealization disorder) за останнім виданням американського діагностичного і статистичного посібника з психічних розладів (DSM-5) необхідна наявність постійної або повторюваної деперсоналізації, дереалізації, або того обох одразу. Симптоми повинні викликати клінічно вагомий дистрес або погіршення виконання професійних обов'язків або в інших важливих галузях діяльності, важкість перебування в суспільстві. Крім того, для постановки діагнозу деперсоналізації/дереалізації симптоми не повинні бути викликані іншим психічним розладом, як-от шизофренією, великим депресивним розладом, панічним розладом, посттравматичний стресовий розлад, гострим стресовим розладом або іншим дисоціативним розладом.
У DSM-5 розлад деперсоналізації/дереалізації віднесено до розділу «дисоціативні розлади».

## Причини
Найчастіше синдром деперсоналізації — дереалізації виникає через сильні стреси, серйозні психотравмувальні впливи, наприклад, зґвалтування, сексуальне розбещення в дитинстві, побої, лайка, приниження та тяжке дитинство, аварія, катастрофи, смерть або тяжка хвороба в родичів або в самої людини, позбавлення волі, катування. Вживання наркотиків та інших психоактивних речовин може бути його причиною розладу або підсилювати його. Невідомо, чи генетичні особливості впливають на розвиток захворювання.
Синдром деперсоналізації — дереалізації може виникати як захисний механізм психіки, оскільки основні симптоми розладу можуть захищати психіку пацієнта від надмірних переживань і психотравмувальних спогадів, від сильного психоемоційного стресу, надмірної тривоги або сильної туги.

## Епідеміологія

### Поширеність
За даними епідеміологічних досліджень, поширеність синдрому деперсоналізації — дереалізації складає 1—2 %.

### Співвідношення з іншими психічними захворюваннями
Деперсоналізація й дереалізація можуть зустрічатися за багатьох психічних захворювань: тривожного розладу, панічного розладу, великого депресивного розладу або біполярного афективного розладу. Вони також можуть співіснувати з шизофренією, шизотиповим розладом або шизоафективним порушенням. Діагностичні посібники наказують не ставити діагноз деперсоналізаційного розладу (DSM-IV-TR) або розладу деперсоналізації/дереалізації (DSM-5), якщо деперсоналізація та дереалізація зустрічаються в складі іншого психічного розладу (шизофренії, панічного розладу, гострого стресового розладу тощо). Діагноз синдрому деперсоналізації — дереалізації потрібно встановлювати лише тоді, коли деперсоналізація й дереалізація — провідні, стійкі та майже єдині ознаки психічного розладу, що зустрічається досить рідко.
Попри те, що синдром деперсоналізації — дереалізації супроводжується значним спотворенням або зміною сприйняття реальності, він не належить до психотичних розладів і не пов'язаний із психозом. Хворі цим синдромом можуть відрізняти власні «неправильні» внутрішні відчуття та об'єктивну реальність навколишнього світу, зберігають критичне сприйняття себе й власних відчуттів і переживань, усвідомлення хвороби. Хворі можуть також відрізняти реальність від уяви, мрій і фантазій як під час повторюваної деперсоналізації, так і при постійній деперсоналізації, і на відміну від хворих із психозами не є небезпечними для суспільства, оскільки не втрачають зв'язків із реальністю, а симптоматика захворювання відрізняється відносною стабільністю та зазвичай не схильна до прогресування й посилення.
Ознаки даного синдрому можуть зустрічатися й у психічно здорових людей за сенсорної депривації, втоми, галюциногенної інтоксикації, або під час засипання або пробудження (так званий гіпнагогічний/гіпнапомпічний феномен).

## Лікування
Цей синдром досить важко піддається лікуванню. Є деякі докази того, що позитивний вплив надають антидепресанти — селективні інгібітори зворотного захоплення серотоніну (СІЗЗС). Подальші дослідження довели ефективність поєднання ламотригіну й СІЗЗС. Якщо переважає тривога в симптоматиці, то використовуються анксіолітики. Якщо спостерігається очевидний внутрішній конфлікт, то застосовується розкривальна психодинамічна терапія, яка може проводитися протягом декількох років.
Також було виявлено, що за деперсоналізації виникає розлад опіоїдної системи мозку, виявили ефективність лікування антагоністами опіатних рецепторів, як-от налтрексоном. Юрій Нуллер виявив ефективність антагоніста опіоїдних рецепторів налоксону.

## Письменство
- Нуллер, Юрий Львович. Депрессия и деперсонализация. — Л. : Медицина, 1981. — 207 с.
- Simeon, Daphne. Feeling Unreal : Depersonalization Disorder and the Loss of the Self :  [англ.] / Daphne Simeon, Jeffrey Abugel. — USA : Oxford University Press, 2008. — [1]+X+242 p. — ISBN 978-0-195-17022-1.
- Donnelly K. Overcoming Depersonalization Disorder : A Mindfulness and Acceptance Guide to Conquering Feelings of Numbness and Unreality :  [англ.] / Katharine Donnelly (MA), Fugen Neziroglu (PhD). — New Harbinger Publications, 2010. — [4]+XII+180+[1] p. — ISBN 978-1-572-24706-2.